# 诺尔玛·阿莱安德罗
诺尔玛·阿莱安德罗（西班牙語：Norma Aleandro，1936年5月2日—），女，阿根廷演员。曾获得1985年戛纳电影节最佳女演员奖。